# Свищёво (Брестская область)
Свищёво (бел. Свішчова) — деревня в Каменецком районе Брестской области Белоруссии. Входит в состав Войского сельсовета. Население — 181 человек (2019).

## География
Свищёво находится в 13 км к юго-западу от города Каменец и в 17 км к востоку от города Высокое. Местность принадлежит бассейну Вислы, рядом с деревней протекают небольшие реки Плессо и Точия, притоки Лесной. Через деревню проходит автодорога Ратайчицы — Войская.

## История
В середине XIX века деревня принадлежала роду Гриневецких, входила в Брестский уезд Гродненской губернии Российской империи. По переписи 1897 года 27 дворов, 179 жителей, ветряная мельница, кузница. Затем имение перешло к роду Бульчинских, которые выстроили здесь дворянскую усадьбу.
Согласно Рижскому мирному договору (1921) деревня вошла в состав межвоенной Польши, где принадлежала Брестскому повету Полесского воеводства. В 1923 году деревня насчитывала 26 дворов, 129 жителей. С 1939 года в составе БССР.

## Достопримечательности
- От усадьбы Бульчинских сохранились лишь фрагменты парка. Усадебный дом сгорел в 1990-х годах, от него осталась лишь часть стены[4].
- Курганный могильник. Расположен в 4 км к югу от деревни. Насчитывает 20 курганов, принадлежал дреговичам, датируется XI—XII веками. Местное название — «Шведские могилы»[5]. Могильник включён в Государственный список историко-культурных ценностей Республики Беларусь[6].